# Spatuloricaria evansii
Espèce
Synonymes
- Loricaria evansii Boulenger, 1892

Statut de conservation UICN

 LC  : Préoccupation mineure
Spatuloricaria evansii est une espèce de poissons de la famille des Loricariidae.

## Description
Ce poisson mesure jusqu'à 20 cm de longueur.

## Répartition
Cette espèce vit en Amérique du Sud, dans la rivière Río Paraguay et ses affluents.